# Kristin Liepold
Kristin Liepold (* 5. April 1984 in Gera als Kristin Möller) ist eine ehemalige deutsche Duathletin und Triathletin. Sie ist vierfache Ironman-Siegerin (2011, 2013 und 2016) und wird in der Bestenliste deutscher Triathletinnen auf der Ironman-Distanz geführt.

## Werdegang
Kristin Möller betrieb Leichtathletik und kam über den Hindernislauf 2007 zum Triathlonsport. Sie absolvierte 2008 in Bamberg ihren ersten Wettkampf über die olympische Distanz (1,5 km Schwimmen, 40 km Radfahren und 10 km Laufen).

### Deutsche Meisterin Duathlon-Langdistanz 2009
2009 wurde sie Deutsche Meisterin auf der Duathlon-Langdistanz.
Im August 2010 wurde sie in Wiesbaden Dritte bei der Ironman 70.3 European Championship.
Im Juli 2011 gewann sie den Ironman UK und erzielte bei ihrem erst dritten Start auf der Langdistanz mit ihrer Siegerzeit einen neuen Streckenrekord. Im September des gleichen Jahres legte sie mit dem Sieg bei der Premierenveranstaltung des Ironman Wales nach.
Sie startet für den TV 1848 Erlangen und wird trainiert von Klaus Ludwig. Im Juni 2012 holte sie sich in Italien ihren ersten Sieg auf der halben Ironman-Distanz (Ironman 70.3).
Kristin Möller war bis zu dessen Auflösung im Januar 2013 Mitglied des Abu Dhabi Triathlon Teams.
Im Juli 2013 wurde sie Dritte bei der Ironman European Championship in Frankfurt und im Oktober belegte sie bei der Ironman World Championship auf Hawaii als beste Deutsche den 16. Rang. Im Schwimmen wird sie betreut von Christoph Fürleger.

### 2. Rang Ironman European Championship 2014
2014 wurde sie in Frankfurt als Viertplatzierte Vizeeuropameisterin Ironman.
Bei der Ironman European Championship im Juli 2015 in Frankfurt wurde sie Sechste. Im August 2016 gewann sie in Schweden ihr viertes Rennen auf der Ironman-Distanz.
Die damals 33-Jährige gab im November 2017 über soziale Medien bekannt, dass sie ein Baby erwartet. Seit ihrer Hochzeit startet sie als Kristin Liepold. Im August 2019 wurde sie Zweite beim Ironman Tallinn und belegte im Oktober den 17. Rang beim Ironman Hawaii.
2021 wurde Liepold jeweils Dritte im September beim Ironman Switzerland in Thun und im Oktober beim Ironman Mallorca.
Seit 2022 tritt Kristin Liepold nicht mehr international in Erscheinung.

## Sportliche Erfolge
| Datum/Jahr    | Rang | Wettbewerb                       | Austragungsort  | Zeit     | Bemerkung |
| ------------- | ---- | -------------------------------- | --------------- | -------- | --- |
| 7. Mai 2022   | 14   | Ironman 70.3 Mallorca            | Alcúdia         | 04:55:32 | |
| 26. Jan. 2020 | 7    | Ironman 70.3 South Africa        | East London     | 05:06:10 | |
| 21. Juli 2019 | 1    | Erlanger Triathlon               | Erlangen        | 04:11:01 | Siegerin auf der Mitteldistanz |
| 30. Aug. 2015 | 15   | Ironman 70.3 World Championships | Zell am See     | 04:37:37 | |
| 14. Juni 2015 | 1    | Triathlon Ingolstadt             | Ingolstadt      | 02:08:40 | Siegerin auf der olympischen Distanz |
| 7. Juni 2015  | 3    | Ironman 70.3 Switzerland         | Rapperswil-Jona | 04:31:21 | |
| 17. Mai 2015  | 5    | Ironman 70.3 Austria             | St. Pölten      | 04:32:00 | |
| 9. Mai 2015   | 6    | Ironman 70.3 Mallorca            | Alcúdia         | 04:36:15 | |
| 5. Apr. 2015  | 5    | Ironman 70.3 Brasil              | Penha           | 04:22:47 | |
| 31. Aug. 2014 | 2    | Ironman 70.3 Zell am See-Kaprun  | Zell am See     | 04:37:30 | |
| 16. Juni 2013 | 3    | UK Ironman 70.3                  | Somerset        | 05:02:33 | |
| 10. Juni 2012 | 1    | Ironman 70.3 Italy               | Pescara         | 04:47:58 | |
| 15. Aug. 2010 | 3    | Ironman 70.3 Germany             | Wiesbaden       | 04:43:10 | Dritter Rang hinter der Siegerin Yvonne van Vlerken und der US-Amerikanerin Desirée Ficker                                                                              |
| 3. Juli 2010  | 1    | Nonstop-Triathlon                | Bamberg         | 02:22:01 | auf der olympischen Distanz |
| Juni 2010     | 1    | Rothsee-Triathlon                | Rothsee         | 02:09:58 | |
| 6. Juni 2010  | 2    | Mönchshof Triathlon              | Kulmbach        |          | Zweite bei der Internationalen Deutschen Meisterschaft Mitteldistanz (2 km Schwimmen, 85 km Radfahren und 20 km Laufen) hinter Diana Riesler und vor Andrea Steinbecher |
| 30. Mai 2010  | 5    | Ironman 70.3 Austria             | St. Pölten      |          | |
| 4. Juli 2009  | 1    | Nonstop-Triathlon                | Bamberg         | 02:07:59 | auf der olympischen Distanz |
| 2009          | 2    | Erlangener Mitteltriathlon       | Erlangen        | 03:55:44 | Zweite auf der Mitteldistanz hinter Sonja Tajsich |

| Datum/Jahr    | Rang | Wettbewerb                        | Austragungsort    | Zeit     | Bemerkung |
| ------------- | ---- | --------------------------------- | ----------------- | -------- | --- |
| 6. Okt. 2022  | 27   | Ironman Hawaii                    | Hawaii            | 09:55:23 | [ 7 ] |
| 3. Apr. 2022  | DNF  | Ironman South Africa              | Port Elizabeth    | -        | |
| 16. Okt. 2021 | 3    | Ironman Mallorca                  | Alcudia           | 09:02:52 | |
| 5. Sep. 2021  | 3    | Ironman Switzerland               | Thun              | 09:10:25 | |
| 12. Okt. 2019 | 17   | Ironman Hawaii                    | Hawaii            | 09:23:13 | |
| 3. Aug. 2019  | 2    | Ironman Tallinn                   | Tallinn           | 09:04:08 | hinter der Britin Corinne Abraham                                                                               |
| 18. März 2012 | 3    | Ironman Cairns                    | Cairns            | 09:14:07 | |
| 20. Aug. 2016 | 1    | Ironman Sweden                    | Kalmar            | 09:14:39 | |
| 27. Sep. 2015 | 6    | Ironman Chattanooga               | Chattanooga       | 09:21:37 | |
| 5. Juli 2015  | 6    | Ironman Germany                   | Frankfurt         | 09:23:56 | Ironman European Championship                                                                                   |
| 11. Okt. 2014 | 26   | Ironman Hawaii                    | Hawaii            | 09:52:02 | Ironman World Championship                                                                                      |
| 27. Juli 2014 | 4    | Ironman Switzerland               | Zürich            | 09:30:15 | mit Marathon in 3:00:28 Stunden                                                                                 |
| 6. Juli 2014  | 4    | Ironman Germany                   | Frankfurt         | 09:02:17 | Ironman European Championship                                                                                   |
| 17. Mai 2014  | 4    | Ironman Lanzarote                 | Puerto del Carmen | 10:05:55 | |
| 12. Okt. 2013 | 16   | Ironman Hawaii                    | Hawaii            | 09:31:41 | als beste und schnellste Deutsche                                                                               |
| 7. Juli 2013  | 3    | Ironman Germany                   | Frankfurt am Main | 09:01:55 | Ironman European Championship                                                                                   |
| 18. Mai 2013  | 1    | Ironman Lanzarote                 | Puerto del Carmen | 09:37:34 | |
| 13. Okt. 2012 | 19   | Ironman Hawaii                    | Hawaii            | 09:51:16 | |
| 24. Juni 2012 | 3    | Ironman France                    | Nizza             | 09:37:07 | |
| 4. Dez. 2011  | 11   | Ironman Western Australia         | Busselton         | 10:07:05 | |
| 11. Sep. 2011 | 1    | Ironman Wales                     | Pembrokeshire     | 10:01:19 | |
| 31. Juli 2011 | 1    | Ironman UK                        | Bolton            | 09:19:04 | Sieg mit neuem Streckenrekord und dem bis dato schnellsten Marathon einer Frau in einem Ironman-Rennen (2:41 h) |
| 12. März 2011 | 15   | Abu Dhabi International Triathlon | Abu Dhabi         | 08:10:21 | 3 km Schwimmen, 200 km Radfahren und 20 km Laufen                                                               |
| 12. Sep. 2010 | 2    | Ironman Wisconsin                 | Madison           | 09:39:43 | Zweite bei ihrem ersten Start auf der Ironman-Distanz                                                           |

| Datum/Jahr  | Rang | Wettbewerb                                      | Austragungsort | Zeit     | Bemerkung |
| ----------- | ---- | ----------------------------------------------- | -------------- | -------- | --- |
| 1. Mai 2012 | 3    | DTU Deutsche Meisterschaft Duathlon Kurzdistanz | Oberursel      |          | |
| 7. Mai 2009 | 1    | DTU Deutsche Meisterschaft Duathlon Langdistanz | Falkenstein    | 03:46:00 | Deutsche Meisterin auf der Duathlon-Langdistanz beim Powerman Germany (16 km erster Lauf, 64 km Radfahren und 8 km zweiter Lauf) |

| Datum/Jahr   | Rang | Wettbewerb                          | Austragungsort | Zeit     | Bemerkung                          |
| ------------ | ---- | ----------------------------------- | -------------- | -------- | ---------------------------------- |
| 4. Apr. 2009 | 8    | Deutsche Meisterschaft Halbmarathon | Aichach        | 01:19:52 | hinter der Siegerin Melanie Schulz |